# (20586) Elizkolod
(20586) Elizkolod est un astéroïde de la ceinture principale d'astéroïdes.

## Description
(20586) Elizkolod est un astéroïde de la ceinture principale d'astéroïdes. Il fut découvert le 9 septembre 1999 à Socorro (Nouveau-Mexique) par le projet LINEAR. Il présente une orbite caractérisée par un demi-grand axe de 2,77 UA, une excentricité de 0,08 et une inclinaison de 6,1° par rapport à l'écliptique.

## Compléments